# Idioma cebuano
El cebuano (autoglotónimo: sugbuanon) es una lengua perteneciente al filo austronesio, dentro de la rama occidental malayo-polinesia y del grupo bisayo (cebuano: Binisaya), autóctona de la isla de Cebú.
Hablada en las Filipinas, especialmente en la parte sur, por cerca de 21 000 000 de personas, florece especialmente en las Bisayas Centrales, partes occidentales de las Bisayas Orientales, en la mayor parte de Mindanao,  Bohol (donde a veces se llama boholano o bul·anon), Negros Oriental, Siquijor, y la parte occidental de Leyte. También se habla en algunas ciudades e islas en Sámar. 
El nombre proviene de la denominación de la isla filipina de Cebú, donde se originó.
Hasta los años 1980, el cebuano sobrepasaba al tagalo en términos de hablantes.
Se le da el código de tres letras ISO 639-2 'ceb', pero no tiene código de dos letras ISO 639-1.

## Sonidos
El cebuano posee dieciséis consonantes: p, t, k, ʔ (oclusiva glotal), b, d, g, m, n, ng, s, h, w, l, r e y. Cuenta con tres vocales: i, a y u/o. Las vocales u y o son alófonas, pero la u se utiliza siempre al comienzo de sílaba mientras que la o se usa siempre a final de sílaba. Aunque hay excepciones, como kamatuoran ("verdad") y hangtúd ("hasta"). Cuando los españoles llegaron, se añadió la vocal e, pero solo para las palabras de origen extranjero. Los acentos sirven también para caracterizar las palabras. Por ejemplo: dápit significa « invitar », mientras que dapít significa « próximo ». Las consonantes [d] y [ɾ] fueron alófonos, pero no pueden ya ser intercambiadas, y así kabunturan ("tierras altas") [de buntód, "montaña"] es correcto, pero no kabuntudan, y tagadihá ("proveniente") [de dihá, "acá"] es correcta, pero no tagarihá.

## Gramática
La estructura gramatical del cebuano es del tipo «verbo sujeto objeto ». Utiliza más preposiciones que postposiciones. Los sustantivos van después de los adjetivos, pero antes los genitivos o las subordinadas adjetivas.

### Pronombres
Los nombres en cebuano se declinan en función del género, del número y del caso.
Los cuatro casos son el nominativo, el genitivo antepuesto, el genitivo pospuesto y el oblicuo... A continuación se recoge la declinación de los pronombres personales.
|                                  | Nominativo | Genitivo pospuesto | Genitivo antepuesto | Oblicuo        |
| -------------------------------- | ---------- | ------------------ | ------------------- | -------------- |
| 1.ª persona del singular         | ako, ko    | nako, ko           | akong               | kanako, nako   |
| 2.ª persona del singular         | ikaw, ka   | nimo, mo           | imong               | kanimo, nimo   |
| 3.ª persona del singular         | siya       | niya               | iyang               | kaniya, niya   |
| 1.ª persona del plural inclusivo | kita, ta   | nato               | atong               | kanato, nato   |
| 1.ª persona del plural exclusivo | kami, mi   | namo               | among               | kanamo, namo   |
| 2.ª persona del plural           | kamo, mo   | ninyo              | inyong              | kaninyo, ninyo |
| 3.ª persona del plural           | sila       | nila               | ilang               | kanila, nila   |

El cebuano, como muchas otras lenguas austronesias, utiliza la inclusividad. Esta distinción incluyente/excluyente que no se da en la mayor parte de las lenguas europeas señala si la persona a quien uno se dirige está incluida o no en el «nosotros».
Por ejemplo:
- Moadto kami sa sinehan.
- «Nosotros (alguien distinto y yo, pero no tú) iremos al cine.»

- Moadto kita sa sinehan.
- «Nosotros (tú y yo, y quizás alguien más) iremos al cine.»

## Léxico
El cebuano usa desde hace largo tiempo palabras de origen español, como krus (cruz), swerte (suerte) y brilyante (brillante). Hay alrededor de un centenar de palabras de origen inglés que se han alterado para adaptarlas a la fonética del cebuano : brislit [bracelet], hayskul [high school], syapin [shopping], dikstrus [dextrose], sipir [zipper], bigsyat [big shot] o prayd tsikin [fried chicken]. Hay también otros préstamos lingüísticos de lenguas como el árabe: salamat (gracias) y palabras religiosas como imam e Islam, así como del sánscrito: mahárlika [mahardikka] (nobleza) y karma.

## Números
1. usa

2. duhá

3. tulo

4. upát

5. limá

6. unom

7. pito

8. walo

9. siyám

10. napúlo

11. napúlog usá, onse (a menudo se emplea el español para números superiores a 10)

20. kaluhaan, beynte

30. katluan, treynta

40. kaapatan/kap·atan, kuwarenta

50. kalimaan/kalim·an, singkuwenta

60. kaunuman/kan·uman, sesenta

70. kapituan, setenta

80. kawaluan, otsenta

90. kasiyaman, nobenta

100 usá ka gatos

1,000 usá ka libo, mil

100,000 usá ka gatos ka libo

1,000,000 usa ka libo ka libo

## Frases en cebuano con su traducción
- ¿Cómo te llamas? - Unsay ngalan nimo?
- Soy Miguel de Guía. - Ako si Miguel de Guía.
- Hola, me llamo María. - Kumusta. María akong ngalan o Ako si María.
- ¿Puedo hacer una pregunta? - Mahimo bang mangutana? o Puwede ’ko mangutana?
- ¿Cómo estás? - Kumusta ka?
- Bien. (Estoy bien.) - Maayo.
- ¿Cuántos años tienes? - Pila imong edad?
- ¿Cuánto? - Pila? o Tagpila?
- ¿Cuántos? - Pila?
- No lo sé. - Wala ko kahibalo o Ambot.
- ¡Buen día! - Maayong adlaw!
- ¡Buenos días! - Maayong buntag!
- ¡Buen mediodía! - Maayong udto!
- ¡Buenas tardes! - Maayong hapon! o Maayong palis!
- ¡Buenas noches! - Maayong gabii!
- ¿Quién es usted? - Kinsa ’mo?
- ¿Quién eres? - Kinsa ka?
- ¿Adónde va usted? - Asa ’mo padulong?
- ¿Adónde vas? - Asa ka padulong?
- ¿Dónde está el baño? - Asa man ang banyo/CR (pansayan)?
- ¿De dónde es usted? - Diin ’mo gikan?
- ¿De dónde eres? - Diin ka gikan?
- ¿Dónde está el mercado? - Asa man ang merkado?
- Quisiera comprar eso. - Paliton na nako.
- Quisiera dos de esos. - Gusto kog duha ana.
- Sí. - Uo.
- No. - Dili.

### Obras en cebuano disponibles digitalmente
- Novena ug pagdayeg sa santísimo Niño Jesus, ñga guinasimbahan sa ciudad sa Sugbu (1858)
- Flores ni maria Santisima ñga guinbuhat cag guinbinisaya ni P. Fr. Raimundo Lozano (1883)
- Los tres estados de un alma = An tolong camugtacan nin sarong calag escritos por el Excmo. e Ilmo. Sr. Antonio María Claret ; traducidos al bicol por Teodosio Sarte Homillano (1867)

- Datos: Q33239
- Multimedia: Cebuano language / Q33239